# Vicentino Michetti
Vicentino Michetti, jr. (Calascio, 16 febbraio 1909 – Pescara, 18 maggio 1997) è stato un disegnatore, scultore e imprenditore italiano.

## Biografia
Nacque a Calascio da madre di Calascio e padre di Alanno, che ebbero altri nove figli. Circa nel 1915 la famiglia si trasferì a Pescara, in un edificio liberty ancora esistente in Via Umbria. Poi si spostò in via Ponterosso, odierna via Ravenna, dove ebbe anche lo studio.

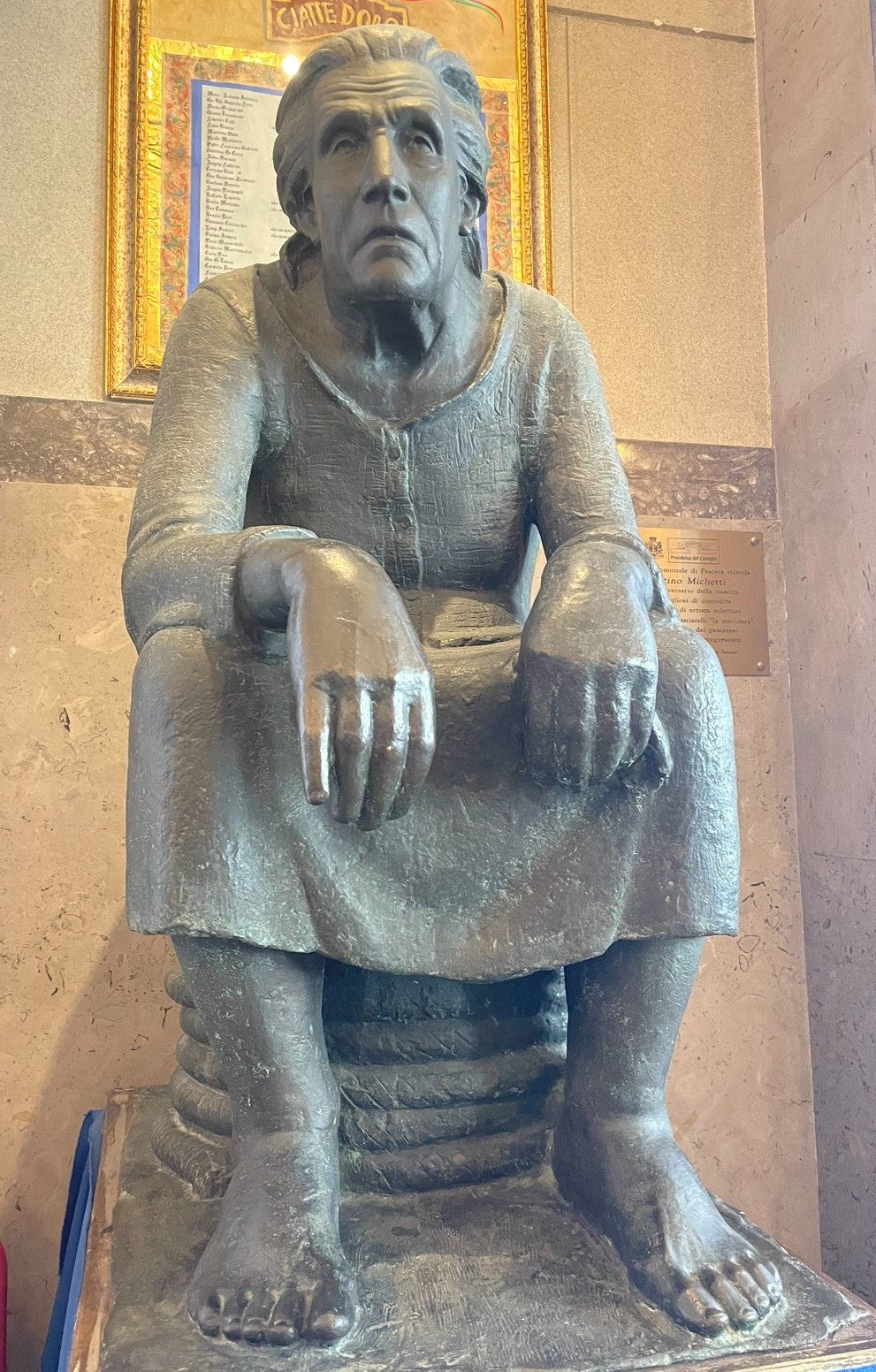
Grazia la "Marinara" del Borgo marino, scultura di Michetti presso la sala consiliare del Comune di Pescara

Proveniva da una generazione di costruttori: suo padre, Pasquale Michetti, costruì nel 1910 il Palazzo Michetti, e l'adiacente cinema-teatro Michetti - esempi di liberty pescarese, in Via Gabriele d'Annunzio a Pescara, tuttora esistenti - su commissione dei cugini Camillo e Vicentino. Quest'ultimo, il cav. Vicentino Michetti sr., nativo di Alanno (1864), dette il nome al teatro. Il nipote fu battezzato Vicentino in suo onore.
Non volendo studiare iniziò subito a lavorare con il padre, apprendendo i fondamenti dell'edilizia direttamente in cantiere. Molto presto se ne staccò per iniziare con un'impresa sua e sposarsi.
Si indirizza ben presto verso l'ambito artistico, diventando scultore. La sua prima opera viene improvvisata modellando l'argilla delle sponde del fiume Pescara.
Negli anni '30 fu animatore del 'Cenacolo di Via Ponterosso'. Qui, nella casa della pittrice Isabella Ardente, si incontravano il poeta Giuseppe Tontodonati, il musicista don Manlio Maino (che diventò direttore del Conservatorio Musicale di Pescara), il latinista Don Artabano Febo, il pittore Antonio Dionigi, Giulio Gozzi, il poeta Don Luigi Illuminati, Mimmo Sarchiapone, grafico, incisore, stampatore calcografico.
La sua prima produzione artistica si compone di bronzi, testine, disegni, che raffigurano le sue figlie, e la loro crescita.
Alcune fonti gli attribuiscono una collaborazione con lo scultore abruzzese Nicola D'Antino nella elaborazione dei gruppi scultorei che adornavano il ponte Littorio che unì le due sponde del neocostituito Comune di Pescara. Si tratta di quattro statue con figure femminili allegoriche in bronzo, poste su basamenti lungo il parapetto; esse rappresentavano le attività tipiche del territorio abruzzese: l'Agricoltura, L'Industria, la Pastorizia e la Pesca. Il ponte fu distrutto durante la guerra e sostituito con l'odierno Ponte Risorgimento.
Detenuto in un campo di concentramento tedesco, dopo la guerra ritornò alle sue passioni, esponendo a Roma nel '47 e nel '56, e a Parigi nel '58, alla Galleria Bernheim.
Con la sua impresa contribuì alla ricostruzione di Pescara dopo i bombardamenti della Seconda Guerra Mondiale. Costruì il Teatro dedicato a Gabriele d'Annunzio, preservò dall'edificazione il Colle del Telegrafo, ora parco pubblico, ed ebbe la prima idea del Ponte del Mare.

## Opere

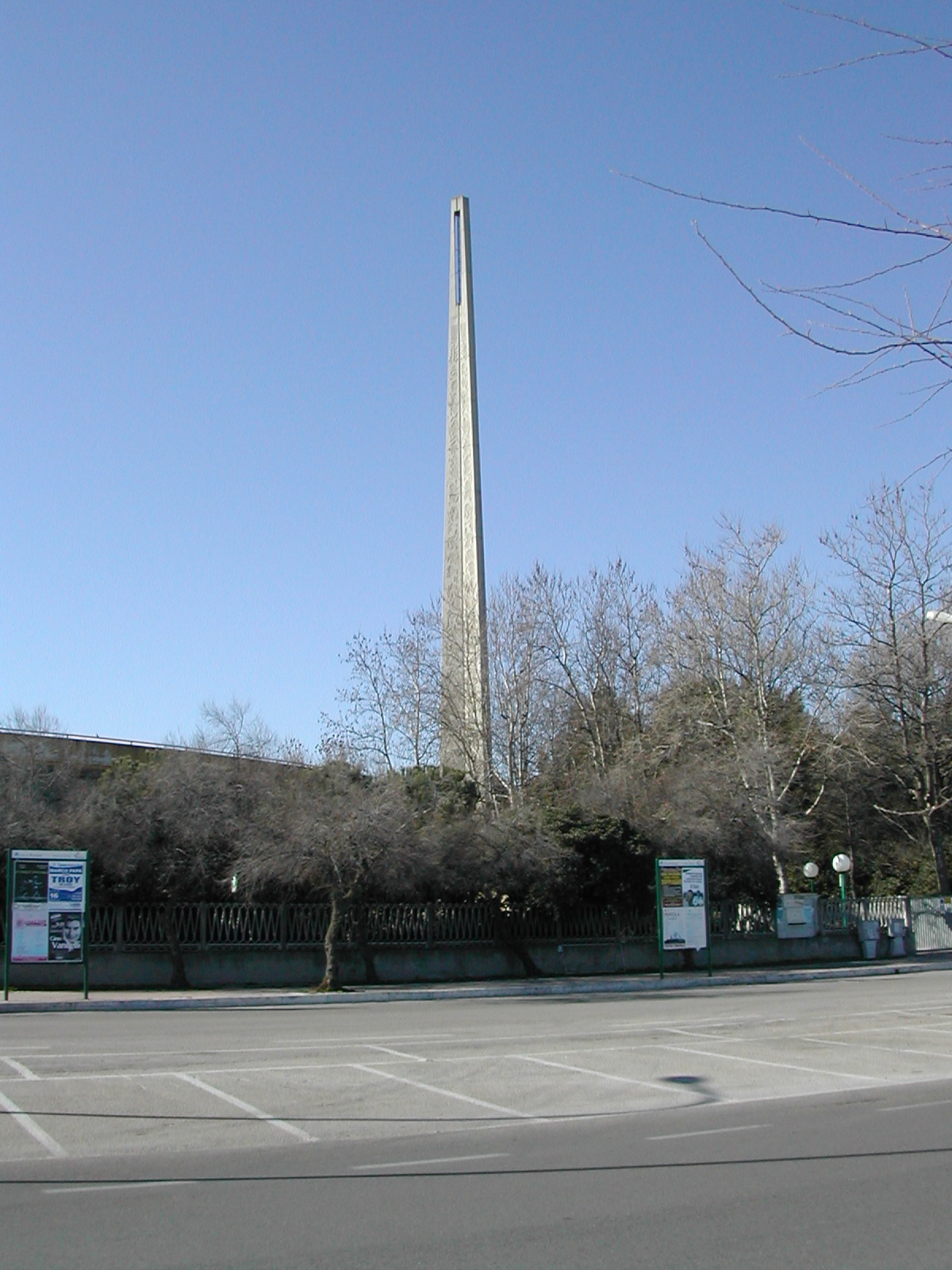
Obelisco del Teatro D'Annunzio di Pescara

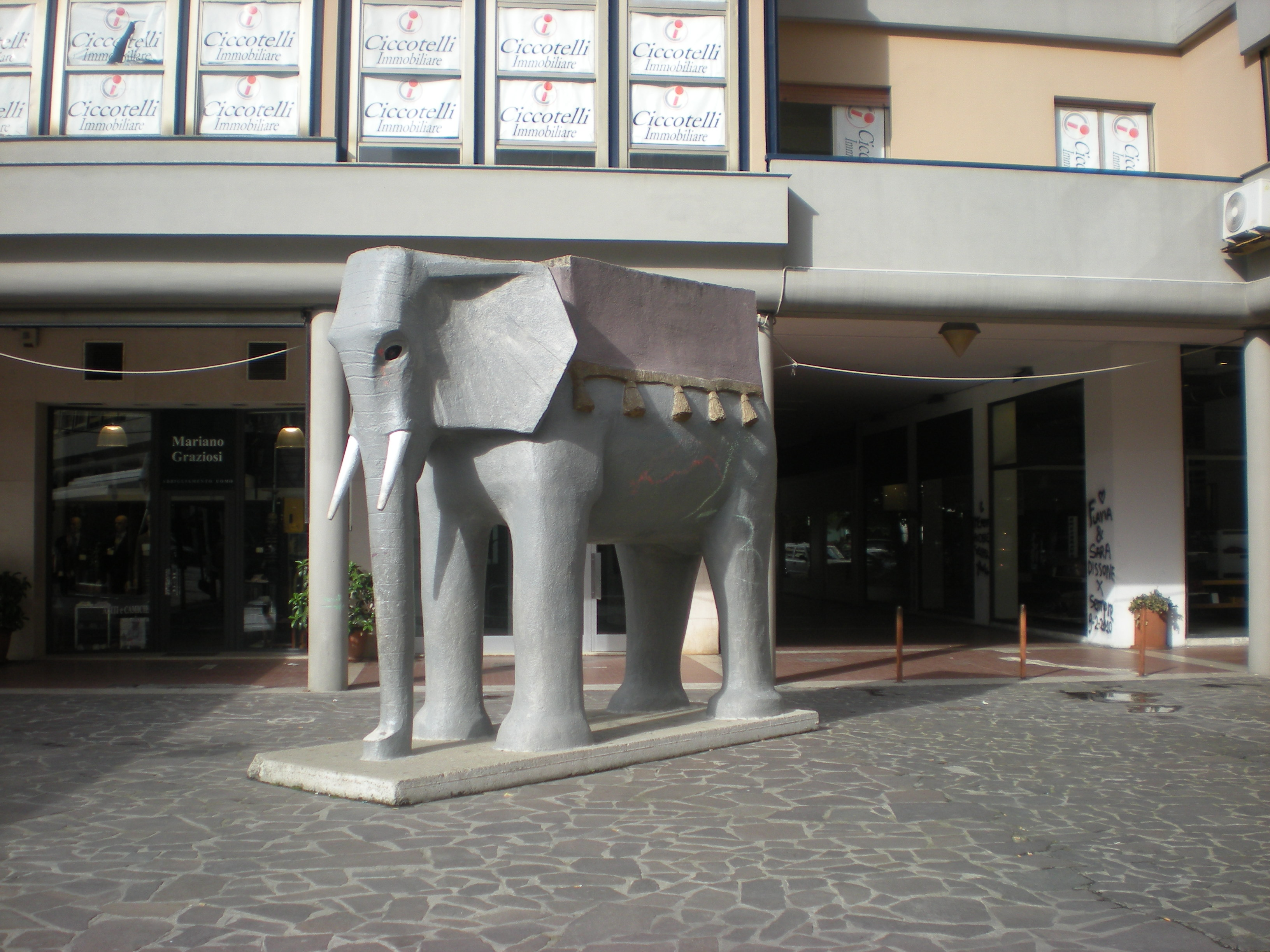
L'Elefante di piazza Salotto, Pescara

È autore di molte opere, prevalentemente sculture, presenti in spazi pubblici della città di Pescara e in Abruzzo, o in musei. La sua principale ispirazione sono le figlie e la nipote. Per il critico Ermanno Circeo, Michetti è colui che "ha fatto parlare un mondo che non sa parlare, vale a dire il mondo della prima infanzia".
Ha progettato l'obelisco del monumentale Teatro Gabriele d'Annunzio, lungo la riviera sud di Pescara. 

### Sculture
Nei giardini di piazza Salotto a Pescara si trovano:
- l'Elefante,
- La piccola faraona,
- La nipote Paola (ritratta da bambina che si guarda la gamba dove l'ha appena punta una zanzara),
- Bill l’alano.

Poco distante, nel giardino di Villa Urania che ospita il Museo Paparella-Treccia-Devlet, si trova la
- Bambina Giacente, nudo reclinato che ritrae la nipote Paola.

Nel Municipio di Pescara nella sala del Consiglio Comunale, è conservata la statua in bronzo di "Grazie "a Marenare", dedicato a Grazia Masciarelli, detta la Marinara, personaggio iconico della vecchia Pescara. Raffigura una donna anziana, seduta sopra una gomena arrotolata. Il poeta Giuseppe Tontodonati dedicò a questa statua una poesia poi inclusa nel suo Canzoniere d'Abruzzo.
In piazza Salvo d’Acquisto si trova il monumento al martire omonimo. La statua raffigura l’eroe a petto nudo con la testa piegata in avanti in attesa del sacrificio.

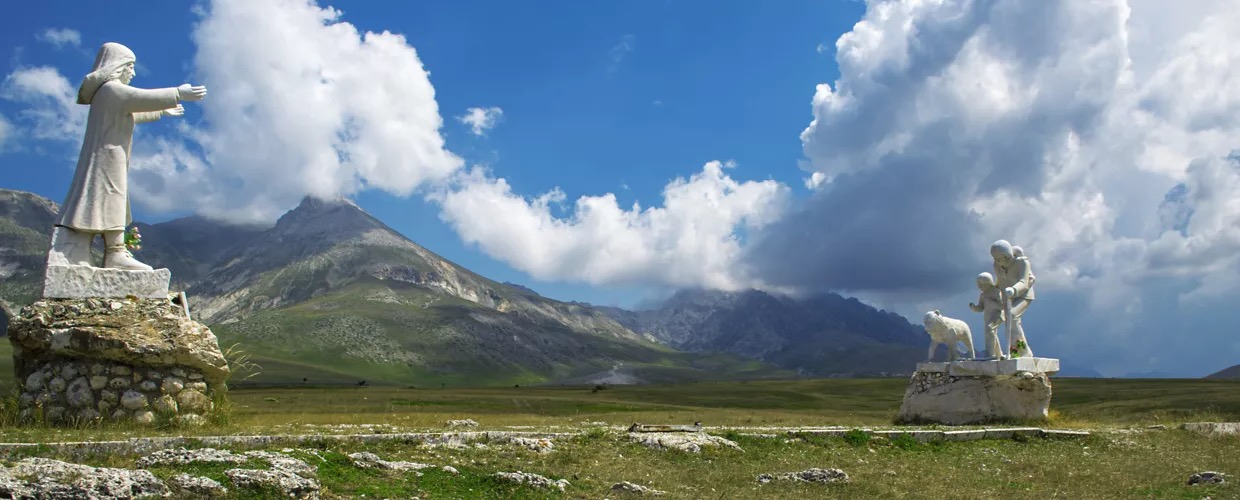
Fonte Vetica, il pastore

Nella zona di Fonte Vetica, a est di Campo Imperatore, a quota 1532 m, un suo gruppo scultoreo commemora "tutti quelli che hanno trovato la morte in queste montagne". Esso si ispira a una vicenda realmente accaduta il 13 ottobre del 1919, quando il pastore Pupo Nunzio di Roio, insieme ai suoi due figli piccoli e al suo gregge di 5000 pecore fu sorpreso da un’improvvisa bufera in anticipo sull'inverno.
Una sua opera è nello studio del presidente della Commissione di Manutenzione del Palazzo di Giustizia di Roma.

### Quadri e litografie
Nella stanza del Presidente del Consiglio Comunale è l'unico quadro che il Michetti ha realizzato, nel quale rappresentava suo padre e sua madre. Notevole invece la produzione di litografie e disegni.

### La collezione dell'Aurum
La città di Pescara ha dedicato nel 2018 una sala a Vicentino Michetti nel complesso dell'ex Aurum. Essa ospita la collezione donata nel 1995 dalla famiglia dell'artista alla città di Pescara. Si tratta di un fondo di 83 opere, di cui 45 disegni, 37 sculture in bronzo, terracotta, marmo e gesso.

### Illustrazioni
Nel 1950 produce 8 tavole monocrome per illustrare il libro "Ombre del Vero" del dantista Corrado Gizzi.

### Il Teatro d'Annunzio e la stele dannunziana
Nel dopoguerra all'impresa edile di Michetti fu affidata la costruzione del Teatro monumento d'Annunzio, all'interno della pineta dannunziana, sulla riva sud del fiume Pescara. A lui è attribuita (Biancale, Paloscia, Maraventano, 1975) anche la stele monumentale in cemento armato, alta 67 metri con segni geometrici. Le due opere architettoniche furono realizzate nel 1963 per ricordare il centenario della nascita del poeta.
Nel 2010 a Michetti è stato conferito postumo il Premio Dante Alighieri.